# Laurence Vincent Lapointe
Laurence Vincent Lapointe (Trois-Rivières, 27 de maio de 1992) é uma canoísta canadense, medalhista olímpica.

## Carreira
Lapointe conquistou a medalha de bronze nos Jogos Olímpicos de Verão de 2020 em Tóquio na prova de C-2 500 m feminino, ao lado de Katie Vincent, com o tempo de 1:59.041 minuto. Na mesma edição, conseguiu a prata no C-1 200 m feminino com a marca de 46.786 segundos.